# Селькин, Владимир Викторович
Владимир Викторович Селькин (8 ноября 1972, Витебск) — белорусский футболист, вратарь; тренер вратарей.

## Биография
Воспитанник витебского футбола. Проходил военную службу в дивизии ВДВ под Полоцком. После окончания службы выступал за младшие команды витебского клуба, носившего названия «КИМ», «Двина», «Локомотив-96». В основном составе клуба дебютировал в высшей лиге Беларуси в сезоне 1994/95. Серебряный призёр чемпионата страны 1994/95, бронзовый призёр сезона 1997 года, обладатель Кубка Беларуси 1998 года.
В 1999 году перешёл в «Гомель», с которым в том же сезоне стал бронзовым призёром чемпионата страны, сыграв за сезон 28 матчей. Участник матчей Кубка Интертото. Однако в следующих сезонах проиграл конкуренцию за место в воротах Вячеславу Дусманову и покинул клуб. В 2002 году перешёл в состав дебютанта высшей лиги «Торпедо» (Жодино), провёл в его составе четыре сезона, сыграв почти 100 матчей. В конце карьеры играл за «Нафтан».
Всего в высшей лиге Беларуси сыграл 232 матча. Стал первым футболистом, достигшим отметки в 100 матчей «на ноль» в чемпионате страны (всего — 102 матча).
Вызывался в национальную сборную Беларуси, но в официальных матчах не играл.
В «Нафтане» ещё до окончания игровой карьеры начал работать тренером вратарей. Одновременно входил в тренерский штаб юношеской сборной Беларуси. В 2011 году стал тренером вратарей в молдавском «Шерифе» в штабе белорусского специалиста Виталия Рашкевича. Затем работал в БАТЭ и брестских «Динамо» и «Рухе».